# 山路嘉人
山路 嘉人（やまじ よしひと、1971年1月13日 - ）は、宮城県東松島市出身の元サッカー選手、サッカー指導者。ポジションはディフェンダー。

## 来歴
石巻商業高校を経て、国士舘大学に入学。大学卒業後は東芝（現：北海道コンサドーレ札幌）に入団した。その後、ブランメル仙台およびベガルタ仙台に所属し、2000年に現役を引退した。
2001年より仙台の育成部コーチ、2005年から2006年まで仙台ユース監督を務め、2005年にはチーム史上初のJユースサハラカップ決勝トーナメント進出を果たし、2006年にはチームをJユースサハラカップベスト8へ導いた。2007年はスクールマスター兼ホームタウン担当、2008年は仙台ユース監督に復帰し、チームを史上初の高円宮杯全日本ユースサッカー選手権に出場させた。2009年からは、仙台のOBとしては初めてとなる育成部長となり、2010年からは日本サッカー協会ナショナルトレセンコーチも兼任している。2015年6月、新設された女子強化育成部長に就任した。

## 所属クラブ
- 1986年 - 1989年 宮城県石巻商業高等学校[3]
- 1989年 - 1993年 国士舘大学[3]
- 1993年 - 1995年 東芝[3]
- 1996年 - 2000年 ブランメル仙台[3] / ベガルタ仙台[3]

## 個人成績
| 国内大会個人成績 | 国内大会個人成績 | 国内大会個人成績 | 国内大会個人成績 | 国内大会個人成績 | 国内大会個人成績 | 国内大会個人成績 | 国内大会個人成績 | 国内大会個人成績 | 国内大会個人成績 | 国内大会個人成績 | 国内大会個人成績 |
| 年度             | クラブ           | 背番号           | リーグ           | リーグ戦         | リーグ戦         | リーグ杯         | リーグ杯         | オープン杯       | オープン杯       | 期間通算         | 期間通算         |
| 年度             | クラブ           | 背番号           | リーグ           | 出場             | 得点             | 出場             | 得点             | 出場             | 得点             | 出場             | 得点             |
| 日本             | 日本             | 日本             | 日本             | リーグ戦         | リーグ戦         | リーグ杯         | リーグ杯         | 天皇杯           | 天皇杯           | 期間通算         | 期間通算         |
| ---------------- | ---------------- | ---------------- | ---------------- | ---------------- | ---------------- | ---------------- | ---------------- | ---------------- | ---------------- | ---------------- | ---------------- |
| 1993             | 東芝             |                  | 旧J1             | 5                | 0                | -                | -                | 0                | 0                | 5                | 0                |
| 1994             | 東芝             |                  | 旧JFL            | 8                | 1                | -                | -                | 1                | 0                | 9                | 1                |
| 1995             | 東芝             |                  | 旧JFL            | 21               | 2                | -                | -                | 1                | 0                | 22               | 2                |
| 1996             | B仙台            | 23               | 旧JFL            | 22               | 0                | -                | -                | 3                | 0                | 25               | 0                |
| 1997             | B仙台            | 23               | 旧JFL            | 15               | 0                | 2                | 0                | 0                | 0                | 17               | 0                |
| 1998             | B仙台            | 2                | 旧JFL            | 27               | 2                | 1                | 0                | 4                | 0                | 32               | 2                |
| 1999             | 仙台             | 2                | J2               | 30               | 0                | 2                | 0                | 2                | 0                | 34               | 0                |
| 2000             | 仙台             | 2                | J2               | 6                | 0                | 2                | 0                | 0                | 0                | 8                | 0                |
| 通算             | 日本             | 日本             | J2               | 36               | 0                | 4                | 0                | 2                | 0                | 42               | 0                |
| 通算             | 日本             | 日本             | 旧JFL            | 98               | 5                | 3                | 0                | 9                | 0                | 110              | 5                |
| 総通算           | 総通算           | 総通算           | 総通算           | 134              | 5                | 7                | 0                | 11               | 0                | 152              | 5                |

- Jリーグ(J2)初出場 - 1999年3月21日 J2第2節 FC東京戦（仙台スタジアム）

## 指導歴
- 2001年 - ベガルタ仙台
  - 2001年 - 2002年 育成コーチ[3]
  - 2003年 - 2004年 ユースコーチ[3]
  - 2005年 - 2006年 ユース監督[3]
  - 2007年 スクールマスター[3]
  - 2008年 ユース監督[3]
  - 2009年 - 2015年5月 育成部長[3]
  - 2015年6月 - 2016年 女子強化育成部長
  - 2017年 女子強化育成部 女子強化部長
  - 2018年 - 女子強化育成部 指導者養成担当部長
- 2010年 - JFAナショナルトレセンコーチ[3]